# 흰이덤불쥐
흰이덤불쥐(Brassomys albidens)는 쥐과에 속하는 설치류의 일종이다. 흰이덤불쥐속(Brassomys)의 유일종이다. 인도네시아 서뉴기니(서파푸아)에서만 발견된다. 자연 서식지는 아열대 또는 열대 기후 지역의 건조림과 건조 저지대 초원이다. 뉴기니덤불쥐속(Coccymys)으로 분류하기도 한다.